# Wada wymowy
Wada wymowy – niebędąca błędem wymowy, realizacja fonemów określana jako patologiczna, wadliwa, powodująca zniekształcenia postaci fonetycznej i/lub fonologicznej wyrazów.
Nadawca realizuje w mowie fonemy w postaci głosek, dzięki celowo zorganizowanym (choć w dużej mierze nieuświadomionym) zespołom ruchów artykulacyjnych, wykonywanych przez ruchome narządy w obwodowej części aparatu wymowy. W indywidualnych, głoskowych realizacjach fonemów, użytkownicy języka nie zawsze realizują wszystkie pożądane fonetyczne cechy głosek.

Oprócz normatywnych głoskowych realizacji fonemów, spotyka się realizacje określane jako patologiczne, wadliwe, powodujące zniekształcenia postaci fonetycznej i/lub fonologicznej wyrazów, a niebędące błędami, czyli wady wymowy.

## Rodzaje wad wymowy

### Seplenienie
Seplenienie to nieprawidłowa wymowa szeregów głosek: [sz, ż, cz, dż]; [ś, ź, ć, dź]; [s, z, c, dz]. Najczęściej spotykana jest wadliwa realizacja głosek [sz, ż, cz, dż], które są wymawiane jak [s, z, c, dz] lub jak [ś, ź, ć, dź ].

Głoski [s, z ,c, dz] mogą być zmiękczone lub wymawiane jak [sz, ż, cz, dż]. Zdarza się, że mogą być opuszczane lub zastępowane przez inną głoskę, np. c-s, c-t, z-d, cz-t, sz-h

#### Rodzaje seplenienia
- Seplenienie międzyzębowe (sigmatismus interdentalis) – polega na tym, że przy wymowie głosek [s, z, c, dz] język wsuwa się między zęby w linii środkowej lub bocznej, żuchwa jest opuszczona, brak zwarcia zębów. Wymowa taka może dotyczyć jednego szeregu głosek, dwóch, a nawet trzech. Brzmienie głosek jest tępe[3].
- Seplenienie boczne (sigmatismus lateralis) – charakteryzuje się nieprzyjemnym brzmieniem. Artykulacja polega na niesymetrycznym ułożeniu języka. Szczelina nie tworzy się wzdłuż linii środkowej języka, lecz z boku. Układ warg jest nieprawidłowy, rozchylają się one w miejscu przechodzenia powietrza.

Wyróżnia się dwa rodzaje seplenienia bocznego:
- ze zwarciem przednim – język układa się tak, jak przy głosce [l], powietrze przepływa bokiem, prawą lub lewą stroną.
- ze zwarciem tylnym – kiedy środek języka unosi się ku podniebieniu i zwiera się z nim z jednej lub z obydwu stron.

Zniekształceniu ulegają głoski szeregów: [s,z,c,dz]; [sz,ż,cz,dż]; [ś,ź,ć,dź]. Czasem bywa zniekształcony tylko jeden szereg.
- Seplenienie wargowo-zębowe (sigmatismus labio-dentalis) – polega na tworzeniu się szczeliny pomiędzy dolną wargą a krawędzią górnych siekaczy. Układ podobny jest, jak przy wymowie głoski [f].
- Seplenienie przyzębowe (sigmatismus addentalis) – powstaje przy płaskim ułożeniu przodu języka. Wzdłuż języka nie tworzy się rowek. Powietrze przechodzi szerokim strumieniem. Brzmienie głosek jest przytępione[4].

### Reranie
Reranie (rotacyzm) to nieprawidłowa realizacja głoski [r]. Głoska ta bywa opuszczana, zastępowana przez inne głoski, np. [j] lub [l] lub dwugłoskę [rl], wymawiana w sposób obcy polskiej fonetyce.

#### Rodzaje rerania
- [r] języczkowe – artykulacja polega na wibracji języczka, przy uniesionym podniebieniu miękkim; język pozostaje bierny.
- [r] policzkowe, czyli boczne – drga jeden policzek pod wpływem strumienia powietrza skierowanego w bok.
- [r] wargowe – drgają obie wargi lub warga górna.
- [r] międzyzębowe – przy artykulacji czubek języka jest wsunięty między zęby.
- [r] podniebienne – następuje zbliżenie podniebienia miękkiego do tylnej części języka.
- [r] gardłowe – nasada języka zbliża się do tylnej ściany gardła[5].

### Jąkanie
Jąkanie stanowi osobną grupę wad wymowy. Powstaje zwykle w wieku przedszkolnym, a ujawnia się wtórnie lub nasila w okresie dojrzewania. W toku kształtowania się wady wymowy, jej rozumienie rozwija się szybciej niż umiejętność wysławiania. Reagując zwykle emocjonalnie, dziecko nie może należycie wyrazić swoich myśli. Czuje, że nie potrafi mówić płynnie, że musi powtarzać wyrazy dopóty, dopóki nie zjawi się inny wyraz, który nie sprawi mu trudności. Powstaje dysproporcja pomiędzy tym, co dziecko chciałoby, a co może powiedzieć. Jest to źródło napięć, które pogłębia się przy braku rozumnej pomocy i życzliwości otoczenia. W warunkach pomyślnych jąkanie z czasem ustępuje.
Jąkanie polega na zaburzeniu koordynacji pracy narządów: fonacyjnego, oddechowego i artykulacyjnego, wraz ze wzmożonym napięciem mięśni. Skurcze mięśni fonacyjnych uniemożliwiają zwarcie więzadeł głosowych, które zaciskają się, a głos wydobywa się z trudem.

#### Rodzaje jąkania
- kloniczne – powtarzanie pierwszej sylaby w wyrazie np. ma – ma – mama (powtarzanie sylab),
- toniczne – wypychanie na siłę słowa np. m – m – mama (powtarzanie głosek),
- kloniczno–toniczne (mieszane skurcze)[6].

### Klasyfikacja
W literaturze można znaleźć wiele propozycji dotyczących klasyfikacji zaburzeń wymowy. Według Haliny Spionek, zaburzenia powinno się rozstrzygać z dwóch punktów widzenia:
- od strony objawów, zwracając uwagę na dźwiękową postać, mianowicie wymowę,
- od strony przyczyn i mechanizmów, które prowadzą do owych odstępstw.

Pierwsze podejście dąży do opisu wymowy u danego dziecka, charakterystyki, w jaki sposób realizuje ono dane szeregi głosek oraz poszczególne głoski.

Drugie podejście dąży do ustalenia, skąd pochodzi dane odstępstwo. Wymaga ono przede wszystkim dalszych podziałów, a zwłaszcza odróżnienia spraw pochodzenia obwodowego i ośrodkowego.

Zaburzenia obwodowe to te, w których przyczyna leży na obwodzie, to znaczy w obrębie analizatora słuchowego lub w narządach, które wykonują ruchy mowne i odbierają czucie tych ruchów, a więc w nieprawidłowej budowie analizatora artykulacyjnego. Brak dokładnej sygnalizacji z obwodu, powoduje, że dziecko nie może trafić językiem w odpowiednie miejsce artykulacji, czasem musi pomagać sobie palcami.

Zaburzenia ośrodkowe mają swoje przyczyny w nieprawidłowej strukturze i funkcji ośrodkowego układu nerwowego, konkretnie w ośrodkach mowy w mózgu. Sprawa może dotyczyć ośrodków odbiorczych lub nadawczych, lub ich współpracy. W ten sposób mogą ulegać zakłóceniu analiza i synteza, tak w sferze odbioru, jak i jej wytwarzania. Utrudnione jest również różnicowanie dźwięków mowy, a także różnicowanie kinestetyczne wykonywanych ruchów artykulacyjnych.
Irena Styczek zaproponowała klasyfikację zaburzeń mowy według przyczyn zewnątrz i wewnątrzpochodnych. W pierwszej kategorii nie stwierdza się defektów anatomicznych, czy psychoneurologicznych, które by można uznać za przyczyny, a zatem winne jest tu środowisko, jego niekorzystne wpływy w postaci zaniedbań, stresów, złych wzorców. Do przyczyn wewnątrzpochodnych autorka zalicza:
- uszkodzenie struktur korowych, powodujące częściową lub całkowitą utratę mowy lub jej rozumienia, brak rozwoju mowy i zaburzenia w jej rozwoju;
- uszkodzenie jąder podkorowych, ośrodków i dróg nerwowych lub nerwów obwodowych, powodujące brak rozwoju mowy lub zaburzenia mowy zwane anartrią lub dysartrią;
- upośledzenie umysłowe, powodujące dysglosję;
- zaburzenia sfery emocjonalnej, powodujące wady mowy zwane dysfemią;
- zaburzenia osobowości, wywołujące wady mowy zwane dysfrazją;
- nieprawidłowości w budowie anatomicznej narządów mowy, powodujące dysglosję[7].

Zupełnie inne podejście klasyfikacyjne przedstawia Leon Kaczmarek. Za podstawę podziału przyjmuje on tekst przekazu słownego. W każdej wypowiedzi wyróżnić można trzy części składowe: treść, formę językową i substancję. Stąd wyróżnia się zaburzenia treści, zaburzenia języka i zaburzenia substancji. Zaburzenia treści dotyczyć mogą procesu uogólniania i abstrakcji, logiki w budowanych tekstach oraz ukierunkowania w myśleniu. Zaburzenia języka obejmują przede wszystkim przypadki braku mowy, czyli niemoty, a dalej afazję, alalię, agramatyzm. Zaburzenia substancji występują w dwóch płaszczyznach:
- suprasegmentalnej tzn. dotyczącej akcentu, melodii i rytmu;
- segmentalnej tzn. dotyczącej głosek, które obejmują wady wymowy niezależne od pochodzenia oraz błędy wymowy[8]. Leon Kaczmarek sklasyfikował zaburzenia ze względu na liczbę wadliwie wypowiadanych fonemów. W tym przypadku wyróżniamy dyslalię:

- jednoraką – gdy nieprawidłowa jest realizacja jednej głoski (np. wada wymowy r),
- wieloraką – gdy zaburzona jest realizacja kilku głosek (np. szeregu s, z, c, dz oraz r),
- całkowitą – gdy nieprawidłowości jest tak dużo, że niemal całkowicie utrudniają zrozumienie mowy.[9]

## Przyczyny wad wymowy
Według Haliny Spionek możemy wyróżnić:
- Zmiany anatomiczne aparatu artykulacyjnego:

1. Nieprawidłowa budowa języka (język zbyt długi, za duży (makroglosja), za krótki, zbyt gruby, krótkie wędzidełko podjęzykowe);
2. Nieprawidłowa budowa podniebienia (zbyt mocno wysklepione, wąskie podniebienie twarde, tzw. gotyckie podniebienie, rozszczep podniebienia);
3. Zniekształcenie zgryzu (zgryz otwarty, gdy zęby żuchwy nie schodzą się z zębami szczęki w odcinku środkowym lub bocznym, przodozgryz (syn. progenia, prognacja))
4. Wysunięcie żuchwy, do przodu w stosunku do szczęki; tyłozgryz – cofnięcie żuchwy, w stosunku do szczęki;
5. Anomalie zębowe trwałe, takie jak diastema – szpara między pierwszymi siekaczami, protruzja – wychylenie korony górnych zębów przednich na zewnątrz jamy ustnej, retruzja – wychylenie górnych zębów przednich do wewnątrz jamy ustnej, oraz anomalie zębowe przejściowe np. w czasie wymiany uzębienia);

- Inne anomalie:

1. przerost trzeciego migdałka;
2. polipy;
3. skrzywienie przegrody nosowej;
4. przerost śluzówki nosa.

- Nieprawidłowe funkcjonowanie narządów mowy:

1. niska sprawność języka, warg;
2. trudności koordynacji pracy więzadeł głosowych z artykulacją nasady, czyli zespołu komór rezonacyjnych leżących ponad krtanią;
3. zakłócona praca mięśni napinających i przywodzących więzadła głosowe;
4. nieprawidłowa praca zwierającego pierścienia gardłowego;
5. brak pionizacji języka, tzw. infantylne połykanie (prowadzące do wsuwania języka między zęby).

- Nieprawidłowa budowa i funkcjonowanie narządu słuchu:

1. zaburzenie analizy i syntezy słuchowej;
2. wybiórcze upośledzenie słuchu; obniżenie słyszalności (niedosłuch, głuchota);
3. zaburzenie słuchu fonematycznego (słuch fonematyczny pozwala nam zidentyfikować fonem, np. odróżnić głoskę [t] od głoski [d].

- Warunki niesprzyjające uczeniu się mowy (dyslalia związana z czynnikiem społecznym):

1. nieprawidłowe wzorce wymowy; nieprawidłowa atmosfera, styl wychowania i postawy rodziców;
2. brak stymulacji rozwoju mowy.

- Nieprawidłowe funkcjonowanie ośrodkowego układu nerwowego (dyslalia ośrodkowa; dyslalia centralna, występujące w przypadku afazji i dyzartrii).
- Psychiczne podłoże dyslalii (brak zainteresowania mową innych; odczuwanie własnych wypowiedzi jako coś trudnego, męczącego, i w związku z tym ograniczanie ich, co nie sprzyja normalnemu rozwojowi mowy – dyslalia asocjacyjna).
- Opóźniony rozwój psychomotoryczny (dyslalia rozwojowa) i emocjonalny dziecka.

Z kolei Lilianna Konopska na temat przyczyn wad wymowy wypowiada się następująco: "O przyczynie wady wymowy można wnioskować z dużym prawdopodobieństwem w przypadku anatomicznych wad wrodzonych. Wrodzonym wadom zgryzu, jak i tym wcześniej nabytym wtórnie, towarzyszą jednak zaburzenia czynnościowe. Nieprawidłowe czynności, które występują w już nabytej wadzie zgryzu mogą nasilać zmiany morfologiczne, jak również wpływać na wymowę. Nie można też wykluczyć wpływu wtórnych zmian morfologicznych na jakość pozycji i ruchów artykulacyjnych. Z drugiej strony – zaburzenia czynnościowe mogą być przyczyną wady wymowy, jak i nabytych wad zgryzu. Jest rzeczą bezdyskusyjną, że każdy element zespołu twarzowo-szczękowego, dynamicznie kształtuje środowisko narządu żucia i obwodowego aparatu wymowy, ale jednoznaczne określenie związku przyczynowo-skutkowego między wadami zgryzu i wadami wymowy, co podkreśla wielu autorów, jest niezwykle trudne, ze względu na wspólne środowisko strukturalne".